# 荻田直弥
荻田 直弥（おぎた なおや、2002年9月20日 - ）は、ジャパンラグビーリーグワンのNECグリーンロケッツ東葛に所属しているラグビーユニオン選手。

## 略歴
2015年、学習院中等科に入学。中学からラグビーを始めた。
2018年、学習院高等科に入学し、引き続きラグビー部に所属する。
2021年、学習院高等科を卒業、そのまま学習院大学に入る。
2024年3月、男子セブンズ日本代表候補沖縄合宿にSDSメンバーとして参加。同年11月、アジアラグビーセブンズシリーズ2024タイ大会に日本代表として初出場した。
2025年1月23日、ジャパンラグビーリーグワンのNECグリーンロケッツ東葛へ、アーリーエントリーでの入団を発表した。同年3月、学習院大学卒業。